# Pedro Eugenio Aramburu
Pedro Eugenio Aramburu Silveti (né le 21 mai 1903 à Río Cuarto et mort le 1er juin 1970 à Carlos Tejedor) est un général de l'armée argentine, puis président de son pays entre le 13 novembre 1955 et le 1er mai 1958. Il fut enlevé par l'organisation péroniste révolutionnaire des Montoneros le 29 mai 1970 et assassiné en représailles. Il avait été impliqué dans l'exécution en juin 1956 du général d'armée Juan José Valle – associé au mouvement péroniste – et de 26 militants péronistes, après une tentative ratée de renversement de son régime.

## Biographie

### Jeunesse
Né à Río Cuarto dans la province de Córdoba, il est le fils de Carlos Aramburu Nuñez et de Leocadia Silveti Pocorena, originaires d'Espagne. En 1933, il épouse Sara Lucía Herrera Contreras (1910-1997) dont il aura deux enfants.

### Carrière militaire
Il commence ses études au Collège militaire de la nation et est nommé sous-lieutenant en 1922. Il est professeur à l'École de guerre en 1943 puis chef du     régiment d'infanterie de montagne 11 General Las Heras à Rosario en 1946 et sous-directeur de la gendarmerie l'année suivante. Attaché militaire au Brésil en 1950, il est promu général de brigade l'année suivante et devient directeur de la santé de l'armée en 1953 avant d'être nommé directeur de l'École nationale de guerre en août 1955. 

### Carrière politique
Il est l'inspirateur de la « Révolution libératrice », nom donné par ses auteurs au coup d'État catholique-nationaliste qui renverse le gouvernement constitutionnel de Juan Perón le 16 septembre 1955 avec le soutien des secteurs les plus violemment antipéronistes de l'armée. Celui-ci est remplacé comme président de facto par le général Eduardo Lonardi qui tente, sans succès, d'intégrer les aspirations du péronisme au régime militaire en donnant des gages à la classe ouvrière, espérant ainsi construire un « néopéronisme » duquel Perón serait définitivement écarté. Désavoué par ses pairs, il est remplacé le 13 novembre suivant par Aramburu.
Aramburu maintient comme corps consultatif la Junte consultative nationale créée par Lonardi et composée de représentants des partis d'opposition au péronisme, dont l'Union civique radicale et le Parti socialiste. En 1957, ont lieu des élections pour former une Assemblée constituante, en proscrivant la participation des péronistes. Ces élections provoquent une rupture au sein de l'Union civique radicale au sein de laquelle se forme une aile favorable à des accords avec le péronisme, dirigée par Arturo Frondizi. Comme les constituants partisans de Frondizi se refusent à siéger, l'Assemblée constituante se limite à réactiver la vieille constitution de 1853 et à inclure dans son article 14 bis une série de droits sociaux.
Un des principaux objectifs de la  Révolution Libératrice est la « dépéronisation du pays », en vertu de quoi on persécute les fonctionnaires du régime déchu, on interdit la CGT, on détruit systématiquement les symboles du péronisme qui avaient été inclus dans l'appareil d'État et on en arrive à interdire le nom même de Juan Perón, qui doit être appelé le « tyran en fuite » (el tirano profugo) ou bien le « dictateur déposé » (el dictador depuesto). Le péronisme bien vivace répond par une série de grèves et de sabotages, commençant ainsi ce qu'on appela la « résistance péroniste » (Resistencia Peronista).
Le 9 juin 1956, le général Juan José Valle dirige un soulèvement insurrectionnel avec pour objectif de rétablir le gouvernement constitutionnel de Perón. La tentative est rapidement étouffée et son dirigeant ainsi que 17 militaires et 15 civils sont fusillés sommairement sur un ordre signé d'Aramburu, en vertu d'une loi martiale qui n'existait pas. Il s'agit des exécutions dites « de José León Suarez ». Ces faits seront décrits plus tard par l'écrivain Rodolfo Walsh et appelés l'« opération massacre ».
Au moment même où le gouvernement militaire fait entrer le pays au FMI, il conserve une grande partie du schéma protectionniste des années antérieures. La Junte nationale des grains et la Junte nationale de la viande prennent le contrôle des exportations de ces produits cependant que l'on crée l' entreprise d'État Yacimientos Carboníferos Fiscales (YCF) pour l'exploitation du charbon dans la région de Río Turbio. On inaugure également des usines et des oléoducs.

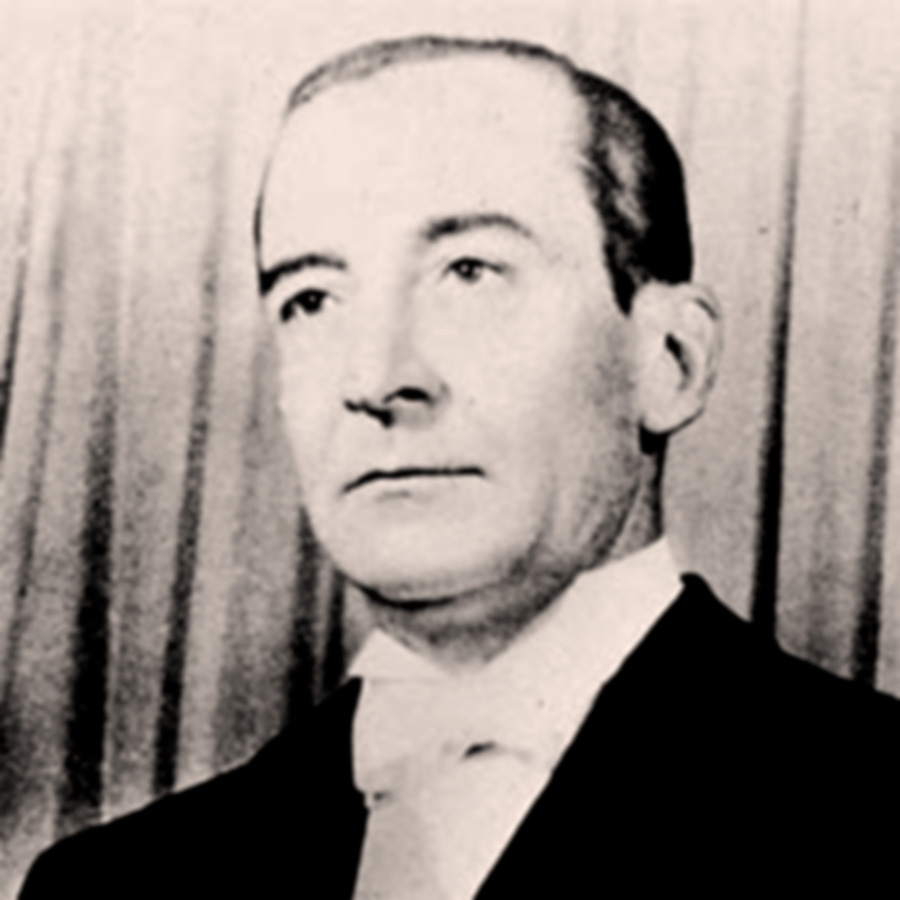
Pedro Eugenio Aramburu

Finalement Aramburu convoque des élections en interdisant le parti péroniste, majoritaire dans le pays. Celles-ci se tiennent le 23 février 1958 et se soldent par la victoire à l'élection présidentielle d'Arturo Frondizi sur qui les votes péronistes se sont reportés, quand son parti l'Union civique radicale intransigeante (UCRI) remporte la majorité absolue à la Chambre des députés. Le 10 mai de la même année, après avoir remis le pouvoir à Frondizi, Aramburu prend congé de la carrière militaire.
Aux élections de 1963, le péronisme étant toujours interdit, il se présente comme candidat à la présidence sous les couleurs de l'Union du peuple argentin mais il n'obtient que la troisième place en nombre de suffrages. Le collège électoral désigne comme président Arturo Umberto Illia qui avait obtenu 22 % des suffrages.

### Enlèvement et mort
Le 29 mai 1970, Pedro Aramburu est enlevé et séquestré par les Montoneros, lors de la première action publique de cette organisation politico-militaire. Pendant sa captivité, il est accusé pour son rôle lors du coup d'État de 1955 et pour les exécutions de José León Suarez de 1956. L'organisation des Montoneros qualifie ce procès de « justice populaire » et le condamne à mort. Aramburu est exécuté par Fernando Abal Medina d'un tir de pistolet, dans le sous-sol d'une maison de campagne dans la localité de Timote (Carlos Tejedor), dans la province de Buenos Aires. Il est inhumé au cimetière de Recoleta. Son épouse est décédée en 1997.
Une rue du quartier de San Isidro, dans la province de Buenos-Aires, porte son nom.

## Sources
- (es) Général Pedro Eugenio Aramburu - Synthèse biographique